# Beach (North Dakota)
Beach is een plaats (city) in de Amerikaanse staat North Dakota, en valt bestuurlijk gezien onder Golden Valley County.

## Demografie
Bij de volkstelling in 2000 werd het aantal inwoners vastgesteld op 1116.
In 2006 is het aantal inwoners door het United States Census Bureau geschat op 969, een daling van 147 (-13,2%).

## Geografie
Volgens het United States Census Bureau beslaat de plaats een oppervlakte van
4,7 km², geheel bestaande uit land.

### Stranden
- Bowman Haley Lake
- Lake Tschida
- Devil's Lake

Deze is zeer bekend bij de gedreven vissers. Men is er op de juiste plek wanneer men wil snoekbaarzen vangen.
Naast vissen zijn watersportactiviteiten het meest beoefend
- Lake Ashtabula
- Harker Lake
- Jamestown Reservoir
- Lake Sakakawea

## Geschiedenis
Beach ontstond rond 1900. Het kreeg de naam van kapitein Warren C. Beach. Kapitein Beach leidde in 1880 een expeditie met toezichters van de spoorwegen door het gebied.
Het postkantoor werd geopend in 1902. In 1909 werd Beach een stad en het werd uitgeroepen tot de provinciale zetel van de Golden Valley County in 1912.
De toenmalige ex-president Theodore Roosevelt bezocht in april 1911 de streek voor het laatst toen hij Beach en het naburige Medora aandeed. Zijn bezoek aan Medora verliep zonder incidenten, maar het bezoek aan Beach werd ontsierd door de negatieve ontvangst van Roosevelts toespraak. Hij verbaasde zich over het bestaan van de stad omwille van wat hij het Marginal Land van Beach noemde. Een arme droge grond met weinig potentieel. Dit kwam ongetwijfeld door het gebrek aan fauna en flora door de vele jaren intensieve ranching in de streek en de sneeuwstormen in de Rocky Mountains en Great Plains van 1886-1887. Roosevelt suggereerde dat er op deze gronden maximaal één koe per 49.000 km² zou mogen grazen, wat tot ontnuchtering leidde bij de plaatselijke bevolking.
Dit incident heeft naar alle waarschijnlijkheid zijn kritische commentaren en vervreemding van de streek tot gevolg gehad. Het hoogtepunt werd bereikt in oktober 1918 tijdens het bezoek van Roosevelt aan het toenmalige antioorlogse Noord-Dakota. Men stelde Roosevelt een uitstapje naar de streek voor, maar hij maakte bezwaar en zei dat hij zich het plaatsje liever wilde herinneren zoals het was.

## Plaatsen in de nabije omgeving
De onderstaande figuur toont nabijgelegen plaatsen in een straal van 40 km rond Beach.